# Sechstes Buch Sozialgesetzbuch
Das Sechste Buch Sozialgesetzbuch (SGB VI) beinhaltet das Recht der  gesetzlichen Rentenversicherung in Deutschland. Es trat im Wesentlichen am 1. Januar 1992 in Kraft. Es ersetzte die rentenversicherungsrechtlichen Vorschriften der Reichsversicherungsordnung (RVO), des Angestelltenversicherungsgesetzes (AVG) und des Reichsknappschaftsgesetzes (RKG).
Durch das Gesetz zur Organisationsreform in der gesetzlichen Rentenversicherung vom 9. Dezember 2004 (BGBl. I S. 3242, Inkrafttreten am 1. Januar 2005) sind seit 1. Oktober 2005 vor allem im Bereich der Zuständigkeiten und des Aufbaus erhebliche Änderungen eingetreten (siehe Deutsche Rentenversicherung).

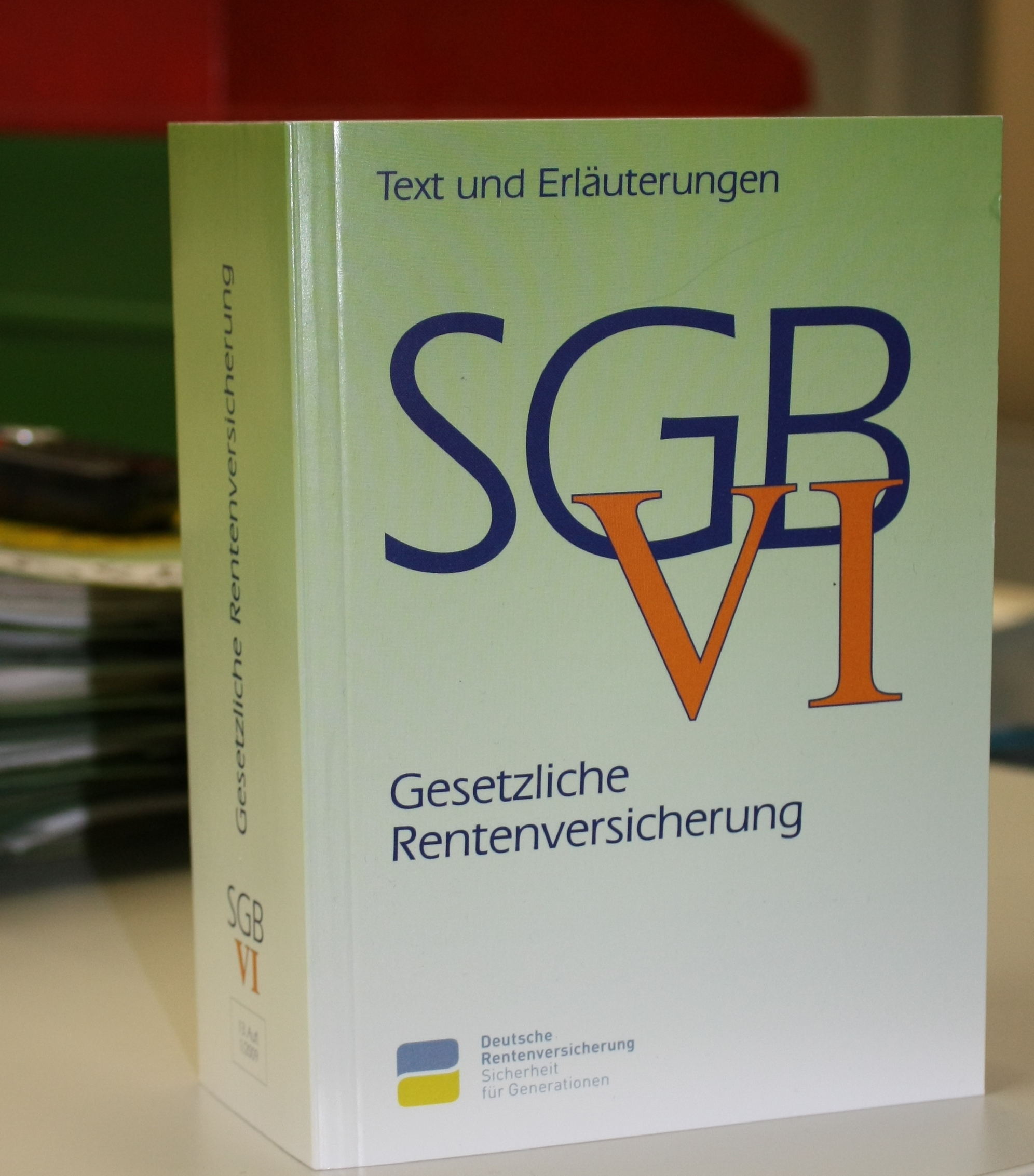
SGB VI in der Ausgabe der Deutschen Rentenversicherung

## Gliederung
Das SGB VI gliedert sich in sechs Kapitel, diese wiederum in Abschnitte und gegebenenfalls zusätzlich noch in Unterabschnitte sowie Titel. Außerdem enthält es zurzeit 20 Anlagen.

### Erstes Kapitel (§§ 1 bis 8) – Versicherter Personenkreis
Das Erste Kapitel des SGB VI unterteilt sich in drei Abschnitte:
1. §§ 1 bis 6: Versicherung kraft Gesetzes
2. § 7: Freiwillige Versicherung
3. § 8: Nachversicherung, Versorgungsausgleich und Rentensplitting

### Zweites Kapitel (§§ 9 bis 124) – Leistungen
Das Zweite Kapitel unterteilt sich in sechs Abschnitte:
1. §§ 9 bis 32: Leistungen zur Teilhabe
2. §§ 33 bis 105a: Renten (inkl. Rentenrechtliche Zeiten und Rentenberechnung)
3. §§ 106 bis 108: Zusatzleistungen
4. §§ 109 und 109a: Serviceleistungen
5. §§ 110 bis 114: Leistungen an Berechtigte im Ausland
6. §§ 115 bis 124: Durchführung

### Drittes Kapitel (§§ 125 bis 152) – Organisation, Datenschutz und Datensicherheit
Das Dritte Kapitel beinhaltet zwei Abschnitte:
1. §§ 125 bis 145: Organisation der Rentenversicherung (inklusive Zuständigkeit der verschiedenen Versicherungsträger)
2. §§ 147 bis 152: Datenschutz und Datensicherheit

### Viertes Kapitel (§§ 153 bis 227) – Finanzierung
Das Vierte Kapitel gliedert sich in drei Abschnitte:
1. §§ 153 bis 156: Finanzierungsgrundsatz (Umlageverfahren) und Rentenversicherungsbericht
2. §§ 157 bis 212b: Beiträge und Verfahren
3. §§ 213 bis 227: Beteiligung des Bundes, Finanzbeziehungen und Erstattungen

### Fünftes Kapitel (§§ 228 bis 319c) – Sonderregelungen
Durch zahlreiche Gesetzesänderungen und damit verbundene Besitzschutzregelungen gilt unter bestimmten Voraussetzungen aufgehobenes Recht weiter. Dieses wird im Fünften Kapitel gebündelt und unterteilt sich in zwei Abschnitte:
1. §§ 228 bis 299: Ergänzungen für Sonderfälle
2. §§ 300 bis 319c: Ausnahmen von der Anwendung neuen Rechts

### Sechstes Kapitel (§§ 320 und 321) – Bußgeldvorschriften
Das Sechste Kapitel enthält keine weitere Unterteilung in Abschnitte:
- §§ 320 und 321: Bußgeldvorschriften

### Anlagen
Die tabellarischen Anlagen enthalten unter anderem Definitionen und Entgeltgrenzen.